# Chcemy być sobą
Chcemy być sobą – drugi singel zespołu Perfect z albumu Perfect wydany w 1981 roku.
Tekst i kompozycję do piosenki napisał Zbigniew Hołdys. Singel zajmował w 1982 roku trzecie miejsce na Liście Przebojów Programu Trzeciego, powstałej w kwietniu 1982 roku. Utwór pojawił się również w ścieżkach dźwiękowych do filmów: Kiler (1997), Beats of Freedom – Zew wolności (2010) i 80 milionów (2011). 
W czasie koncertów w latach 80. tytułowa fraza zmieniana była na: „Chcemy bić ZOMO”, a piosenka stanowiła manifest wobec komunistycznej władzy.

## Twórcy
- Wokal: Grzegorz Markowski
- Autor tekstu: Zbigniew Hołdys
- Kompozytor: Zbigniew Hołdys